# Handboll vid olympiska sommarspelen 2012
Handbollsturneringen vid olympiska sommarspelen 2012 spelades mellan 28 juli och 12 augusti 2012. 

## Medaljsammanfattning
| Gren                         | Guld | Guld | Silver | Silver | Brons | Brons |
| ---------------------------- | --- | --- | --- | --- | --- | --- |
| Damernas turnering detaljer  | Norge Kari Aalvik Grimsbø Ida Alstad Heidi Løke Tonje Nøstvold Karoline Dyhre Breivang Kristine Lunde-Borgersen Kari Mette Johansen Marit Malm Frafjord Linn Jørum Sulland Katrine Lunde Haraldsen Linn-Kristin Riegelhuth Koren Gøril Snorroeggen Amanda Kurtović Camilla Herrem | Norge Kari Aalvik Grimsbø Ida Alstad Heidi Løke Tonje Nøstvold Karoline Dyhre Breivang Kristine Lunde-Borgersen Kari Mette Johansen Marit Malm Frafjord Linn Jørum Sulland Katrine Lunde Haraldsen Linn-Kristin Riegelhuth Koren Gøril Snorroeggen Amanda Kurtović Camilla Herrem | Montenegro Marina Vukčević Radmila Miljanić Jovanka Radičević Ana Đokić Marija Jovanović Ana Radović Anđela Bulatović Sonja Barjaktarović Maja Savić Bojana Popović Suzana Lazović Katarina Bulatović Majda Mehmedović Milena Knežević                     | Montenegro Marina Vukčević Radmila Miljanić Jovanka Radičević Ana Đokić Marija Jovanović Ana Radović Anđela Bulatović Sonja Barjaktarović Maja Savić Bojana Popović Suzana Lazović Katarina Bulatović Majda Mehmedović Milena Knežević                     | Spanien Andrea Barnó Carmen Martín* Nely Carla Alberto Beatriz Fernández Verónica Cuadrado Marta Mangué Macarena Aguilar Silvia Navarro Jessica Alonso Elisabeth Pinedo Begoña Fernández Vanessa Amorós Patricia Elorza Mihaela Ciobanu Marta López* | Spanien Andrea Barnó Carmen Martín* Nely Carla Alberto Beatriz Fernández Verónica Cuadrado Marta Mangué Macarena Aguilar Silvia Navarro Jessica Alonso Elisabeth Pinedo Begoña Fernández Vanessa Amorós Patricia Elorza Mihaela Ciobanu Marta López* |
| Herrarnas turnering detaljer | Frankrike Jérôme Fernandez Didier Dinart Xavier Barachet Guillaume Gille Bertrand Gille Daniel Narcisse Guillaume Joli Samuel Honrubia Daouda Karaboué Nikola Karabatić Thierry Omeyer William Accambray Luc Abalo Cédric Sorhaindo Michaël Guigou                                | Frankrike Jérôme Fernandez Didier Dinart Xavier Barachet Guillaume Gille Bertrand Gille Daniel Narcisse Guillaume Joli Samuel Honrubia Daouda Karaboué Nikola Karabatić Thierry Omeyer William Accambray Luc Abalo Cédric Sorhaindo Michaël Guigou                                | Sverige Mattias Andersson Mattias Gustafsson Kim Andersson Jonas Källman Magnus Jernemyr Niclas Ekberg Dalibor Doder Jonas Larholm Tobias Karlsson Johan Jakobsson Johan Sjöstrand Fredrik Petersen Kim Ekdahl du Rietz Mattias Zachrisson Andreas Nilsson | Sverige Mattias Andersson Mattias Gustafsson Kim Andersson Jonas Källman Magnus Jernemyr Niclas Ekberg Dalibor Doder Jonas Larholm Tobias Karlsson Johan Jakobsson Johan Sjöstrand Fredrik Petersen Kim Ekdahl du Rietz Mattias Zachrisson Andreas Nilsson | Kroatien Venio Losert Ivano Balić Domagoj Duvnjak Blaženko Lacković Marko Kopljar Igor Vori Jakov Gojun Zlatko Horvat Drago Vuković Damir Bičanić Denis Buntić Mirko Alilović Manuel Štrlek Ivan Čupić Ivan Ninčević                                 | Kroatien Venio Losert Ivano Balić Domagoj Duvnjak Blaženko Lacković Marko Kopljar Igor Vori Jakov Gojun Zlatko Horvat Drago Vuković Damir Bičanić Denis Buntić Mirko Alilović Manuel Štrlek Ivan Čupić Ivan Ninčević                                 |

Denna tabell: visa • redigera

## Kvalificering
Tolv lag uppdelade i två grupper deltog i både damernas och herrarnas turneringar. Storbritannien var i egenskap av värdnation automatiskt kvalificerade till båda turneringarna.

### Damernas turnering
| Kontinent                           | Slutdatum        | Spelplats     | Platser | Kvalificerade lag      |
| ----------------------------------- | ---------------- | ------------- | ------- | ---------------------- |
| Värdnation                          | -                | -             | 1       | Storbritannien         |
| Europa (mästerskap)                 | 19 december 2010 | Danmark Norge | 1       | Sverige 1              |
| Asien (kvaltävling)                 | 21 oktober 2011  | Kina          | 1       | Sydkorea               |
| Amerika (mästerskap)                | 23 oktober 2011  | Mexiko        | 1       | Brasilien              |
| Världen (mästerskap)                | 18 december 2011 | Brasilien     | 1       | Norge                  |
| Afrika (mästerskap)                 | 21 januari 2012  | Marocko       | 1       | Angola                 |
| Olympiska kvalifikationsturneringar | 27 maj 2012      | Frankrike     | 2       | Montenegro · Frankrike |
| Olympiska kvalifikationsturneringar | 27 maj 2012      | Spanien       | 2       | Spanien · Kroatien     |
| Olympiska kvalifikationsturneringar | 27 maj 2012      | Danmark       | 2       | Ryssland · Danmark     |
| Totalt                              |                  |               | 12      |                        |

Not 1. Norge vann europamästerskapen 2010 men blev även världsmästare 2011, därmed tilldelades Europas plats Sverige (tvåa i EM).

### Herrarnas turnering
| Kontinent                           | Slutdatum       | Spelplats | Platser | Kvalificerade lag |
| ----------------------------------- | --------------- | --------- | ------- | ----------------- |
| Värdnation                          | -               | -         | 1       | Storbritannien    |
| Världen (mästerskap)                | 30 januari 2011 | Sverige   | 1       | Frankrike         |
| Amerika (mästerskap)                | 24 oktober 2011 | Mexiko    | 1       | Argentina         |
| Asien (kvaltävling)                 | 2 november 2011 | Sydkorea  | 1       | Sydkorea          |
| Afrika (mästerskap)                 | 21 januari 2012 | Marocko   | 1       | Tunisien          |
| Europa (mästerskap)                 | 29 januari 2012 | Serbien   | 1       | Danmark           |
| Olympiska kvalifikationsturneringar | 8 april 2012    | Spanien   | 2       | Spanien · Serbien |
| Olympiska kvalifikationsturneringar | 8 april 2012    | Sverige   | 2       | Sverige · Ungern  |
| Olympiska kvalifikationsturneringar | 8 april 2012    | Kroatien  | 2       | Island · Kroatien |
| Totalt                              |                 |           | 12      |                   |

## Arenor
- Copper Box – alla gruppspelsmatcher, damernas kvartsfinaler.
- Basketball Arena – herrarnas kvartsfinaler, alla semifinaler och finaler.

## Medaljtabell
| Pl.    | Nation     | Guld | Silver | Brons | Totalt |
| ------ | ---------- | ---- | ------ | ----- | ------ |
| 1      | Frankrike  | 1    | 0      | 0     | 1      |
| 1      | Norge      | 1    | 0      | 0     | 1      |
| 3      | Montenegro | 0    | 1      | 0     | 1      |
| 3      | Sverige    | 0    | 1      | 0     | 1      |
| 5      | Kroatien   | 0    | 0      | 1     | 1      |
| 5      | Spanien    | 0    | 0      | 1     | 1      |
| Totalt | Totalt     | 2    | 2      | 2     | 6      |